# Cournols
Cournols é uma comuna francesa na região administrativa de Auvérnia-Ródano-Alpes, no departamento Puy-de-Dôme. Estende-se por uma área de 10,95 km². Em 2010 a comuna tinha 246 habitantes (densidade: 22,5 hab./km²).